# مدرسة هانكين الاقتصاد
مدرسة هانكين الاقتصاد (بالإنجليزية: Hanken School of Economics)‏ هي جامعة عامة في فنلندا تأسست عام 1909.

## إحصائيات
يبلغ عدد طلاب الجامعة 2,000 طالب.

## وصلات خارجية
- الموقع الإلكتروني